# Луксембург на Летњим олимпијским играма 2008.
Луксембургу је ово били двасесетдруго учешће на Летњим олимпијским играма. Луксембурша делегација на Олимпијске игре 2008. у Пекингу је бројала 13 учесника од којих су била 34 мушкарца и 13 жена у 13 спортова. Најстарији и најискуснији, спортиста у екипи била је стонотенисерка кинеског порекла Xialuan Ni (45), а најмлађи је био пливач Рафаел Стакјоти, са 16 година.
Луксембуршки олимпијски тим није освојио ниједну медаљу.
Заставу Луксембурга на свечаном отварању Олимпијских игара 2008. носио је најмађи у екипи Рафаел Стакјоти.

## Учесници по дисциплинама
| Спорт       | Мушкарци | Жене | Укупно |
| ----------- | -------- | ---- | ------ |
| Бициклизам  | 3        | 0    | 3      |
| Џудо        | 0        | 1    | 1      |
| Гимнастика  | 1        | 0    | 1      |
| Једрење     | 1        | 0    | 1      |
| Пливање     | 3        | 1    | 4      |
| Стони тенис | 0        | 1    | 1      |
| Триатлон    | 1        | 1    | 2      |
| Укупно(7)   | 9        | 4    | 13     |

За игре је био пријављен и атлетичар David Fiegen, који није допутовао у Пекинг због болести.

## Бициклизам

### Друмски бициклизам

#### Мушкарци
| Такмичар     | Дисциплина   | Врема                 | Пласман |
| ------------ | ------------ | --------------------- | ------- |
| Andy Schleck | Друмска трка | 6:23:49 (+0:00)       | 5/143   |
| Френк Шлек   | Друмска трка | 6:26:27 (+7:00)       | 43/143  |
| Kim Kirchen  | Друмска трка | 6:26:27 (+2:38)       | 46/143  |
| Kim Kirchen  | Хронометар   | 1:06:29,63 (+4:18,20) | 23/39   |

## Гимнастика

### Спортска гимнастика

#### Мушкарци
| Гимнастичар   | Дисциплина | Справе | Справе            | Справе  | Справе   | Справе | Справе  | Квалификације | Квалификације | Финале           | Финале           | Детаљи |
| Гимнастичар   | Дисциплина | Партер | Коњ са хватаљкама | Кругови | Пресдкок | Разбој | Вратило | Укупно        | Пласман       | Укупно           | Пласман          | Детаљи |
| ------------- | ---------- | ------ | ----------------- | ------- | -------- | ------ | ------- | ------------- | ------------- | ---------------- | ---------------- | ------ |
| Sascha Palgen | Вишебој    | 15.200 | 13.000            | 14.325  | 15.725   | 14.825 | 13.600  | 86.075        | 37/98         | Није се пласирао | Није се пласирао | ,      |

## Једрење

#### Мушкарци
| Једриличар | Дисциплина | Трка | Трка | Трка | Трка | Трка | Трка | Трка | Трка | Трка | Трка | Трка | Укупно Бод | Нет Бод | Пласман |
| Једриличар | Дисциплина | 1    | 2    | 3    | 4    | 5    | 6    | 7    | 8    | 9    | 10   | 11   | Укупно Бод | Нет Бод | Пласман |
| ---------- | ---------- | ---- | ---- | ---- | ---- | ---- | ---- | ---- | ---- | ---- | ---- | ---- | ---------- | ------- | ------- |
| Марк Шмит  | Ласер      | 30   | 39   | 25   | 35   | 30   | 35   | 41   | 40   | 33   | НОД  | НП   | 277        |         | 42/43   |

НОД = није одржано због лошег времена, НП = није се пласирао/ла

## Пливање

#### Мушкарци
| Пливач          | Дисциплина     | Група   | Група   | Полуфинале       | Полуфинале       | Финале           | Финале  | Детаљи         |
| Пливач          | Дисциплина     | Време   | Пласман | Време            | Пласман          | Време            | Пласман | Детаљи         |
| --------------- | -------------- | ------- | ------- | ---------------- | ---------------- | ---------------- | ------- | -------------- |
| Рафаел Стакјоти | 200 м слободно | 1:42,01 |         | Није се пласирао | Није се пласирао | Није се пласирао | 49/57   |                |
| Alwin de Prins  | 100 м прсно    | 1:03,64 |         | Није се пласирао | Није се пласирао | Није се пласирао | 51/65   | [ мртва веза ] |
| Laurent Carnol  | 200 м прсно    | 2:15,87 | 3 гр. 2 | Није се пласирао | Није се пласирао | Није се пласирао | 40/53   |                |

#### Жене
| Пливачица         | Дисциплина     | Група   | Група   | Полуфинале        | Полуфинале        | Финале            | Финале  | Детаљи |
| Пливачица         | Дисциплина     | Време   | Пласман | Време             | Пласман           | Време             | Пласман | Детаљи |
| ----------------- | -------------- | ------- | ------- | ----------------- | ----------------- | ----------------- | ------- | ------ |
| Christine Malliet | 200 м слободно | 2:02,91 |         | Није се пласирала | Није се пласирала | Није се пласирала | 39/46   |        |

## Стони тенис

### Жене

##### Појединачно
| Ни Сја Лијен | Појединачно |  |  | Хуанг Кинески Тајпеј Поб. 4-1 | Ли Холандија Пор. 1-4 | Није се пласирала | Није се пласирала | Није се пласирала | Није се пласирала | Није се пласирала | Није се пласирала | Није се пласирала |

## Триатлон

### Мушкарци
| Такмичар    | Дисциплина  | Пливање | Бициклизам | Трчање | Укупно    | Пласман |
| ----------- | ----------- | ------- | ---------- | ------ | --------- | ------- |
| Dirk Bockel | Појединачно | 18:26   | 57:52      | 34:19  | 1:51:31,1 | 25/55   |

### Жене
| Такмичарка | Дисциплина      | Пливање | Бициклизам | Трчање | Укупно     | Пласман |
| ---------- | --------------- | ------- | ---------- | ------ | ---------- | ------- |
| Лиз Меј    | [[\|Појединачно | 20:26   | 1:05:56    | 40:30  | 2:07:55,58 | 41/55   |

- Резултати триатлона на ОИ

## Џудо

### Жене
| Марија Милер | -52 кг |  | Хадад И 0000 / 0211 | у репасаж | у репасаж | у репасаж | Diedhiou Д 1001 / 0001 | Kim И 0001-0010 | Није се пласирала | Није се пласирала | Није се пласирала | Није се пласирала | Није се пласирала | Није се пласирала | Није се пласирала |